# Cheilopogon exsiliens
Cheilopogon exsiliens Linnaeus, 1771 é um peixe marinho da família Exocoetidae com distribuição natural ao longo de toda a costa oeste do oceano Atlântico, desde o norte dos Estados Unidos até ao sul do Brasil, incluindo o golfo do México, sendo contudo muito raro ou ausente no mar do Caribe. Supostos avistamentos no Atlântico nordeste e no  Mediterrâneo necessitam ser confirmados.

## Descrição
A espécie apresenta corpo alongado, com um comprimento máximo descrito de 30 cm, mas o comprimento máximo normal é de apenas cerca de 18 cm. As barbatanas peitorais e ventrais são utilizadas para planar, sendo por isso conhecido como um peixe-voador de quatro asas.
As barbatanas dorsal e anal apresentam uma dezena de raios brandos, mas não têm qualquer espinha. Apresentam uma característica mancha negra na barbatana dorsal e barbatanas peitorais escuras.
A espécie tem distribuição natural as águas marinhas subtropicais pelágicas, onde apresente comportamento do tipo oceanódromo. Ocorre principalmente próximo da superfície das águas oceânicas, ocasionalmente próximo da costa. Capaz de saltar fuera del agua y deslizarse por largas distancias por encima de la superficie.
A espécie é pescada para alimentação humana, mas apenas pela pesca de subsistência, tendo um preço mediano no mercado.